# Robbie Morrison
Robert „Robbie“ Morrison (* 30. August 1869 in Greenock; † 12. Juli 1891 in Belfast) war ein irischer Fußballspieler.

## Karriere
Morrison wurde als drittältester von fünf Söhnen von James und Annie Morrison in Schottland geboren, wuchs allerdings in Belfast auf und besuchte die Belfast Boys’ Model School. Fußballerisch fiel er zunächst im Junior Football bei Westbourne auf, bevor er Anfang 1888 für den Glentoran FC in Erscheinung trat. In der Partie gegen YMCA startete er als Mittelstürmer, in der zweiten Hälfte tauschte er mit Verteidiger John McVicker die Position. Bereits einen Monat später trat er im Rahmen des Belfast Charity Cups für den Linfield Athletic Club in Erscheinung. Da Glentoran nicht an diesem Wettbewerb teilnahm, bot Linfield mit McVicker und Sloane zwei weitere Glentoran-Spieler auf. Der Belfast Telegraph lobte trotz der 1:3-Niederlage gegen Limavady: „die Verteidigung arbeitete sehr gut, ersterer [Anm.: Morrison] tat einiges an sinnvoller Arbeit.“ Da Linfield erfolgreich Einspruch gegen die Wertung der Partie eingelegt hatte, gab es noch im selben Monat eine Spielwiederholung, aus der Linfield mit 7:1 als Sieger hervorging, in der Presse wurde über Morrisons Leistung festgehalten: „hielt seinen Ruf in der Verteidigung aufrecht.“ Anschließend legte auch Limavady erfolgreich Protest ein, so dass es Anfang März das dritte Aufeinandertreffen gab, Morrison wurde dabei beim 4:2-Erfolg bescheinigt „entlastete, drang ein und arbeitete gut“. Morrison blieb in der Folge Spieler von Linfield und erreichte mit dem Klub das Finale im Charity Cup, das gegen Cliftonville nach 0:3-Halbzeitrückstand mit 2:3 verloren ging. Vor der Partie kritisierte die Dubliner Sport: „Auch Morrison muss sich zurücklehnen und seine Angewohnheit aufgeben, an der Seite der Läufer zu stürmen.“
In der Saison 1888/89 nahm das Team erstmals am englischen FA Cup teil. Nach einem 7:1-Erfolg über Ulster in der zweiten Qualifikationsrunde schlug man in der dritten Qualifikationsrunde die Bolton Wanderers mit 4:0, auch wenn der Football-League-Klub lediglich seine Reservemannschaft entsendet hatte. In der vierten und letzten Qualifikationsrunde setzte man sich nach zwei Unentschieden im zweiten Wiederholungsspiel mit 7:0 gegen Cliftonville durch und erreichte damit die erste Hauptrunde. Dort traf man auf die Profis von Nottingham Forest, denen man bei eisigen Bedingungen in deren Gregory Ground durch zwei Treffer von John Peden ein 2:2-Unentschieden abtrotzte. Die Athletic News schrieb anschließend: „Ihre Verteidiger, Johnson und Morrison, wussten im Vergleich zu Forests Verteidigern zu gefallen.“ Das Wiederholungsspiel in Belfast fand dann unter kontroversen Umständen statt. Da Linfield in der ersten Partie mit William Johnston einen nicht einsatzberechtigten Spieler aufgeboten hatte, drohte Nottingham kurzfristig mit Protest und der Absage der Partie. Die Klubs einigten sich daher darauf, dass sich Linfield aus dem Wettbewerb zurückzieht und die Partie nur als Freundschaftsspiel ausgetragen wird. Linfield setzte sich dabei mit 3:1 durch und die bis zu 7000 Zuschauer, die erst anschließend aus den Zeitungen vom Charakter des Spiels erfuhren, feierten den vermeintlichen Zweitrundeneinzug ausgiebig. Eine nochmalige Hauptrundenqualifikation gelang in der Folge nicht, 1889/90 scheiterte man in der vierten und letzten Qualifikationsrunde im Wiederholungsspiel an Distillery, bei der letztmaligen Teilnahme irischer Teams am FA Cup in der Saison 1890/91 unterlag man bereits in der ersten Qualifikationsrunde in Cheshire bei Nantwich Town mit 4:5.
Das Leistungsvermögen der irischen Fußballer zeigte sich auch im April 1889. Dabei traf man in einem Freundschaftsspiel, verstärkt durch einige Spieler des Distillery FC, auf die Blackburn Rovers. Gegen die Mannschaft um die Nationalspieler Jack Southworth, William Townley, Jimmy Forrest und Jack Barton gelang ein 3:3. Einige Wochen später musste man sich vor 10.000 Zuschauern dem englischen Meister Preston North End, der die gesamte Saison über ohne Niederlage blieb, mit 2:6 geschlagen geben. Im November 1889 wurde Morrison wegen „rohen Spiels“ für zwei Monate gesperrt, sein Teamkamerad Thanny McKeown gar bis Saisonende. Bereits Ende Februar war er aus demselben Grund für eine Woche gesperrt worden. Im März 1890 spielte Linfield im Finale um das County Antrim Shield gegen Distillery. Linfield führte mit 5:3, als drei Minuten vor Ende der Partie nach einem Foul an Morrison der Distillery-Spieler Bob McIlvenny des Feldes verwiesen wurde. Daraufhin kam es zu einem Platzsturm der Zuschauer, der Verband entschied sich daraufhin, Pokal und Medaillen nicht zu vergeben.
Zur Saison 1890/91 führte auch der irische Fußballverband nach dem Vorbild der Football League eine Ligameisterschaft ein. Die Erstaustragung gewann der Linfield Athletic Club mit zwölf Siegen und einem Unentschieden in 14 Partien (Torverhältnis 89:18) überlegen vor dem Ulster FC. Morrisons Leistungen wurden auch in der Presse weiterhin lobend hervorgehoben, der Ulster Echo attestierte nach einem 6:2-Ligasieg über Distillery: „Morrison war der beste Verteidiger, seine gewaltigen Schüsse waren teilweise fabelhaft.“ Zudem wurde auch erstmals in der Klubgeschichte das Finale des Irish Cups erreicht, gegen Vizemeister Ulster setze man sich dabei mit 4:2 durch und gewann damit das erste Double der irischen Fußballgeschichte. Auch den Belfast Charity Cup gewann man gegen Ulster, Anfang Mai siegte man im Finale mit 7:1.
Neben seinen Vereinseinsätzen wurde Morrison schon bald für Auswahlmannschaften nominiert. Bereits im Mai 1888 gehörte er einer Auswahl des Countys Antrim an, die mit 5:0 gegen Cliftonville gewann, den amtierenden Sieger des Landespokals und des Charity Cups. Im Dezember 1888 spielte er für das County Antrim gegen das County Derry. Im Februar 1889 folgte eine Partie auf Seiten von Antrim gegen eine „Internationals“ genannte Auswahl, die größtenteils aus Spielern bestand, die in den anstehenden Partien das irische Nationalteam bildeten. Morrison gewann mit seinem Team 7:3. Kurz zuvor war er als Ersatzmann von Jimmy Watson (Ulster) auf der linken Verteidigerposition für das anstehende Länderspiel gegen England nominiert worden. Ende Januar 1890 wurde er trotz seiner zweimonatigen Sperre als Ersatzmann von Bob Crone für eine Länderspielpartie gegen Wales nominiert. Weiterhin war er auch regelmäßig für das County Antrim aktiv. Ende März 1890 spielte er gegen Curragh Camp und das County Dublin, an Ostern 1890 gegen die Mid-Ulster Association. Im Februar 1891 war er Teil einer Belfaster Auswahl bei einem 3:1-Sieg gegen eine Auswahl aus Derry. Einige Wochen später wurde er in ein United Ulster genanntes Team berufen, das gegen den irischen Pokalsieger Gordon Highlanders und die Lancashire County Football Association antrat. Gegen die Lancashire-Auswahl um die Everton-Profis und Nationalspieler Alf Milward, Edgar Chadwick und Johnny Holt gelang ein 4:3-Erfolg.
Ebenfalls im Februar 1891 wurde er erstmals in die erste Elf der irischen Nationalmannschaft berufen. Anlässlich seiner Nominierung für die Partie gegen Wales wurde er als „gefürchteter linker Verteidiger“ porträtiert, der konstante Leistungen zeigt, über einen „guten Schuss“ verfügt und ein „großartiger Zweikämpfer“ ist. Seine Berufung erfolgte nach Meinung der Ulster Football & Cycling News in Morrisons schwächstem Jahr und hätte bereits früher erfolgen müssen. Linfields Dominanz zeigte sich auch bei der Zusammenstellung des Nationalteams, bei seinem Debüt im Februar 1891 standen mit Dick Moore, William Dalton, George Gaffikin, John Peden und Sam Torrans fünf Mannschaftskameraden auf dem Platz, als in Linfields Spielstätte Ulsterville durch einen 7:2-Erfolg gegen Wales der zweite Sieg der Länderspielgeschichte gelang (vier Tore durch Olphert Stanfield). Einen Monat später wirkte Morrison auch bei der 1:6-Auswärtsniederlage gegen England mit, obwohl er zunächst nur als Ersatzmann hinter George Forbes nominiert worden war. Nach der Absage der beiden rechten Verteidiger, Manliffe Goodbody und Robert Stewart, rückte Morrison kurzfristig ins irische Aufgebot, das insgesamt sieben Spielerabsagen zu beklagen hatte. Bei der im Molineux Ground von Wolverhampton ausgetragenen Partie waren alle fünf Spieler der englischen Sturmreihe Billy Bassett – George Cotterill – Tinsley Lindley – Arthur Henfrey – Harry Daft als Torschützen erfolgreich. Es war der zehnte englische Sieg im zehnten Aufeinandertreffen der beiden Nationalauswahlen.
Morrison erkrankte in der Saisonpause an gastrischem Fieber und starb 21-jährig im Juli 1891 im Beisein seiner Familie und seiner Mannschaftskameraden Peden und Torrans. Seine Beisetzung fand unter großer Anteilnahme der Bevölkerung sowie seines Klubs Linfield statt.
Sein jüngster Bruder Tommy war ebenfalls Nationalspieler und kam zwischen 1895 und 1902 zu sieben Länderspieleinsätzen.
In einem später veröffentlichten Gedicht, das zehn bedeutende Linfield-Spieler behandelt heißt es:

“Our left back, Robbie Morrison, his football was a treat,
To watch him dash and take the ball right from the forwards’ feet,
And land it to his forwards who then combined with skill;
He was a credit to the champions who played behind the Mill.”